# The Zimmers
The Zimmers — британская рок-группа, основанная в 2007 году. Первая исполненная песня — «My Generation» (кавер-версия песни группы The Who), записанная на звукозаписывающей студии «Эбби Роуд», заняла 26-е место в британском хит-параде. В 2008 году выпущен свой первый альбом под названием Lust to Life. Состоит из людей, чей возраст старше 70 лет. Возраст самого старого участника Бастера Мартина — 104 года, он умер в 2011 году. Солист — Альф Каретта (2007—2010 год).